# Русская музыкальная газета
«Русская музыкальная газета» — музыкальное периодическое издание, выходившее в Санкт-Петербурге в 1894—1918 годах.
Журнал «Русская музыкальная газета» был посвящён по преимуществу музыкальной журналистике: изучению русской и русской народной музыки и музыкального развития в России.
Первым издателем и бессменным главным редактором «Русской музыкальной газеты» был Николай Фёдорович Финдейзен. В работе редакции принимали активное участие Александр Вячеславович Оссовский и Евгений Максимович Петровский. С изданием охотно сотрудничали многие видные музыкальные деятели Российской империи: И. В. Липаев, Г. П. Прокофьев, Н. П. Малков, Д. Н. Соловьёв, Р. В. Геника, В. Е. Чешихин, Ю. В. Курдюмов, В. Г. Вальтер, А. П. Коптяев, В. Д. Корганов, А. В. Преображенский, С. В. Смоленский, В. М. Металлов, Н. И. Компанейский и др.
Дебют печатного издания оказался весьма успешным и, в первые пять лет, газета значительно увеличила объём (число страниц возросло от 16 до 100) и тираж от первоначального. Сначала «Русская музыкальная газета» выходила ежемесячно, с 1899 года стала выходить еженедельно. С 1913 по 1916 год газета выходила вместе с приложением «Библиографический листок».
Структура газеты на протяжении всего периода её существования практически не менялась. В газете было три раздела. В первый раздел помещались статьи и очерки широкой музыкальной тематики. Особую ценность представляют подборки писем композиторов, впервые опубликованные в газете. Кроме исторических очерков о композиторах прошлого, в специальной рубрике «Современные музыкальные деятели» рассказывалось о творчестве композиторов и исполнителей рубежа XIX—XX веков; проводился тематический разбор новых сочинений. В отдельной рубрике «Периодическая печать о музыке» давался краткий обзор информации из других музыкальных изданий. В газете существовал специальный раздел «Глинкиниана», который был целиком посвящён жизни и творчеству основоположника русской классической музыки Михаила Ивановича Глинки. Отдельные исторические очерки были посвящены музыкальной культуре России: статьи «Роговая музыка в России» Н. Финдейзена, «История русской оперы» В. Чешихина, «Оркестровые музыканты» И. Липаева. Печатались статьи, затрагивавшие музыкально-теоретические проблемы («Мажор и минор с физической точки зрения» И. Львова, «О персо-арабской гамме» В. Петра) и новые музыкальные течения («Музыка футуристов» И. Липаева, «О современных стремлениях к новой музыкальной (тональной) системе» Н. Черкаса). Существовала также специальная рубрика «Церковно-певческое дело». В тексте издания и отдельно помещались портреты, рисунки, автографы и нотные примеры. 
Тематика второго раздела — хроника музыкальной жизни. Здесь размещались рецензии на концерты и театральные постановки; затрагивались важные события музыкальной жизни. Практически в каждом выпуске помещались отчёты о работе территориальных отделений Русского музыкального общества. Существовала специальная рубрика «Музыка за границей», в которой среди прочего помещались обзоры «Русская музыка за границей».
Третий раздел газеты — «Библиография» (с некоторого времени он стал выходить в качестве приложения под названием «Библиографический листок»). Здесь размещалась информация о новых музыкальных книгах и нотных изданиях, с рецензиями на них. 
Был выпущен целый ряд специальных выпусков, посвящённых выдающимся композиторам (И. С. Бах, А. Бородин, И. Брамс, А. Глазунов, М. Глинка, К. Давыдов, А. Лядов, В. А. Моцарт, М. Мусоргский, Э Направник, А. Рубинштейн, В. Сенилов, С. Танеев, П. Чайковский, Н. Черепнин, Ф. Шопен) и специальные выпуски по другим темам.
В 1917 году вышло всего 36 номеров — повлияли революционные события. В 1918 году вышло всего 6 сдвоенных тетрадей (12 номеров) и в № 11-12 редакция газеты сообщила о приостановке издания. Последующие политические события не позволили возобновить её выпуск.